# Station Droeshout
Het station Droeshout is een voormalige spoorweghalte langs spoorlijn 60 (Jette-Dendermonde) in het gehucht Klei van de gemeente Opwijk. De halte werd gesloten op 28 mei 1995.

## Aantal instappende reizigers
De grafiek en tabel geven het gemiddeld aantal instappende reizigers weer op een week-, zater- en zondag.
| Tabel: aantal instappende reizigers station Droeshout | Tabel: aantal instappende reizigers station Droeshout | Tabel: aantal instappende reizigers station Droeshout | Tabel: aantal instappende reizigers station Droeshout |
|                                                       | Weekdag                                               | Zaterdag                                              | Zondag                                                |
| ----------------------------------------------------- | ----------------------------------------------------- | ----------------------------------------------------- | ----------------------------------------------------- |
| 1977                                                  | 199                                                   | 28                                                    | 17                                                    |
| 1978                                                  | 225                                                   | 18                                                    | 23                                                    |
| 1979                                                  | 194                                                   | 13                                                    | 17                                                    |
| 1980                                                  | 180                                                   | 32                                                    | 34                                                    |
| 1981                                                  | 201                                                   | 27                                                    | 18                                                    |
| 1982                                                  | 200                                                   | 21                                                    | 14                                                    |
| 1983                                                  | 213                                                   | 23                                                    | 25                                                    |

0,0: Jette ·
1,0: Ganshoren ·
2,3: Zellik-Renbaan ·
5,4: Zellik ·
7,7: Walfergem ·
9,6: Asse ·
13,1: Mollem ·
15,5: Merchtem ·
16,7: Droeshout ·
19,1: Opwijk ·
21,8: Heizijde ·
24,1: Lebbeke ·
26,3: Sint-Gillis ·
27,5: Dendermonde